# Juan Rosa
Juan Rosa Junquera (Jerez de la Frontera, 5 novembre 1968) è un ex cestista spagnolo.
Ala di 206 cm, ha giocato nel campionato spagnolo. Ha vestito anche la maglia della Nazionale spagnola.
È uno dei tre cestisti gaditani arrivati in Nazionale con Nieves Llamas e Begoña García.

## Palmarès
- Liga catalana: 3

Joventut Badalona: 1986, 1987, 1988